# Brad Roberts
Brad Roberts, właśc. Bradley Kenneth Roberts (ur. 10 stycznia 1964 w Winnipeg) – lider i gitarzysta w kanadyjskim folk rockowym zespole Crash Test Dummies. Posiada bardzo charakterystyczny niski głos.
Jego Kariera zaczęła się po uzyskaniu licencjatu z Honorami na Uniwersytecie Winnipeg w 1986 roku. Roberts zaczął grać w zespole dla Blue Note Cafe w Winnipeg, pod nazwą Bad Brad Roberts and the St. James Rhythm Pigs. Zespół stopniowo ewoluował na The Crash Test Dummies. Już w czasie studiów i pracy jako barman dla Spectrum, Roberts zaczął pisać własne piosenki i przedstawiać je na forum zespołu. Po odbyciu warsztatów dla pisarzy tekstów piosenek z Lyle Lovett przy Winnipeg Folk Festival, Brad napisał piosenkę "Superman's Song". Wraz z Crash Test Dummies wydał 8 albumów studyjnych, dziewiąty jest w przygotowaniu.

## Dyskografia solowa
- Crash Test Dude (2001) (do albumu został dołączony film[2]):
  - CD 1

1. Introductory Remarks – 1:52
2. "Understand Your Man" (Johnny Cash) – 3:05
3. An Aside Regarding Prostituion – 1:09
4. "Androgynous" (Paul Westerberg) – 3:38
5. "I Want to Par-tay!" (Brad Roberts, Greg Wells) – 2:52
6. Oral Sex is Proffered by Mr Roberts in Order to Compensate a Customer for the High Ticket Price – 0:35
7. "Cocaine" (Gary Davis) – 4:14
8. "Give Yourself a Hand" (Brad Roberts, Greg Wells) – 3:28
9. "Trident Gum Theme" – 1:33
10. "Da Doo Ron Ron" (Jeff Barry, Ellie Greenwich, Phil Spector) – 3:49
11. A Discussion of Bowel Difficulties During the Performance – 1:06
12. "Afternoons & Coffeespoons" – 4:19
13. A Poem, "Scientific Management", is read
14. "Keep a Lid on Things" (Brad Roberts, Greg Wells) – 2:43
15. A Hilariously Derisive Account of my Heritage Ensues, as I Banther on, Ever More Wittily, the Scotch Now Coursing Through my Body as I Experience an Ever Increasing Alcohol-Induced Euphoria – 1:01
16. "Superman's Song" – 5:00

- - CD 2

1. Relation Between Bass Baritone Guitar and the Penis is Discussed – 1:23
2. "God Shuffled His Feet" – 3:52
3. My Freedom from all STD's is Firmly and Self-Servingly Established – 1:04
4. "A Cigarette is All You Get" (Brad Roberts/Greg Wells) – 3:13
5. "He Liked to Feel It" – 4:09
6. "The String Change Song" – 2:32
7. "Delilah" (Les Reed, Barry Mason) – 4:33
8. "La Grange" (Frank Beard, Billy Gibbons, Joel Michael Dusty Hill) – 2:54
9. Torontonian's Pro's and Con's – 1:10
10. "Un-Break My Heart" (Diane Warren) – 4:36
11. My Reputation in the Politically Correct Press as "Crash Test Drunkard" – 1:31
12. "Betty Davis Eyes" (Donna Weiss i Jackie DeShannon) – 2:53
13. Another Poem, Entitled "Circumcision" is Read – 3:33
14. "Baby One More Time" (Martin Carl Sandberg) – 3:29
15. "Mmm Mmm Mmm Mmm" – 5:27
16. "Encore" (Superman's Song Reprise) – 0:51